# Ghantapada
Ghantapada es una ciudad censal situada en el distrito de Angul en el estado de Odisha (India). Su población es de 15169 habitantes (2011). Se encuentra a 108 km de Bhubaneswar y a 98 km de Cuttack.

## Demografía
Según el censo de 2011 la población de Ghantapada era de 15169 habitantes, de los cuales 8079 eran hombres y 7090 eran mujeres. Ghantapada tiene una tasa media de alfabetización del 83,80%, superior a la media estatal del 72,87%: la alfabetización masculina es del 89,04%, y la alfabetización femenina del 77,87%.